# チョウォーン郡 (ノースカロライナ州)
チョウォーン郡（チョウォーンぐん、英: Chowan County、 [tʃoʊˈwɔːn]) ）は、アメリカ合衆国ノースカロライナ州の北東部に位置する郡である。2010年国勢調査での人口は14,793人であり、2000年の14,526人から1.8%増加した。陸地面積は173平方マイル (448.1 km2) であり、州内最小である。郡庁所在地はイーデントン町（人口5,004人）であり、同郡で唯一の法人化町でもある。

## 歴史

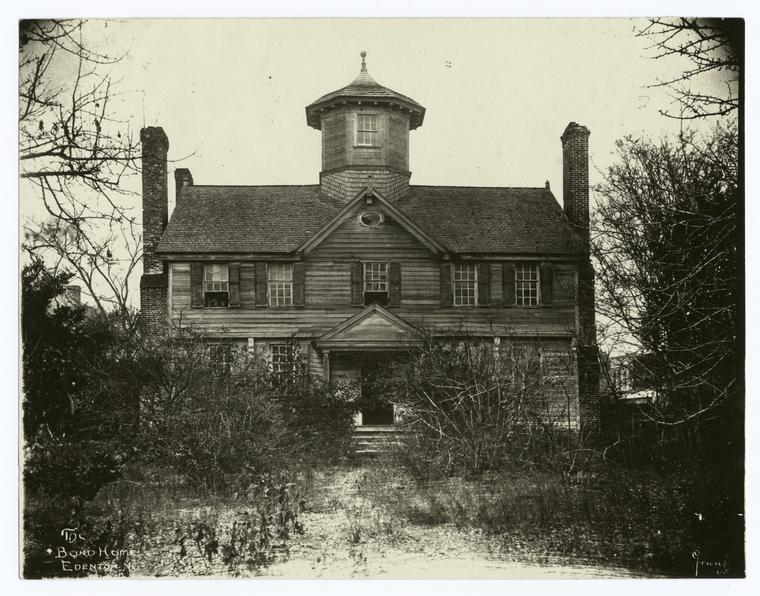
イーデントン町にある「ボンド・ハウス」1920年頃撮影

南北戦争の1862年、イーデントンの弁護士ウィリアム・バッダム・ジュニアがチョウォーン郡とティレル郡から兵士を募ってアルベマール砲兵隊を編成した。地元の郡庁舎や教会から寄贈された青銅の鐘を鋳なおして大砲が製造された後この部隊は「イーデントン・ベル砲兵隊」と改名された。その大砲には「コロンビア」、「セントポール」、「ファニールーラック」、「イーデントン」と名前を付けた。このうち2門は長い間亡くなったと思われていたが、近年イーデントンに戻された。「セントポール」と「イーデントン」がイーデントン町の水際にある公園に展示されている。
郡名は、以前にこの地域に住んでいたチョウォノック族（またはチョウォーン族）インディアンから採られた
。

## 教会
チョウォーン郡には信仰に深く根差した町がある。町の教会の幾つかを下記する。
- センターヒル・バプテスト教会
- イーデントン・ユナイテッド・メソジスト教会
- イーオピム・バプテスト教会
- イーデントン第一長老派教会
- イーデントン・バプテスト教会
- セントアン・カトリック教会
- セントポールズ・エピスコパル教会
- プロビデンス・バプテスト教会
- バラーズブリッジバプテスト教会

## 郡政府
チョウォーン郡は、地域自治体の組織であるアルベマール自治体委員会のメンバーである。	

## 地理
アメリカ合衆国国勢調査局に拠れば、郡域全面積は233平方マイル (603.5 km2)であり、このうち陸地173平方マイル (448.1 km2)、水域は61平方マイル (158.0 km2)で水域率は26.00%である。

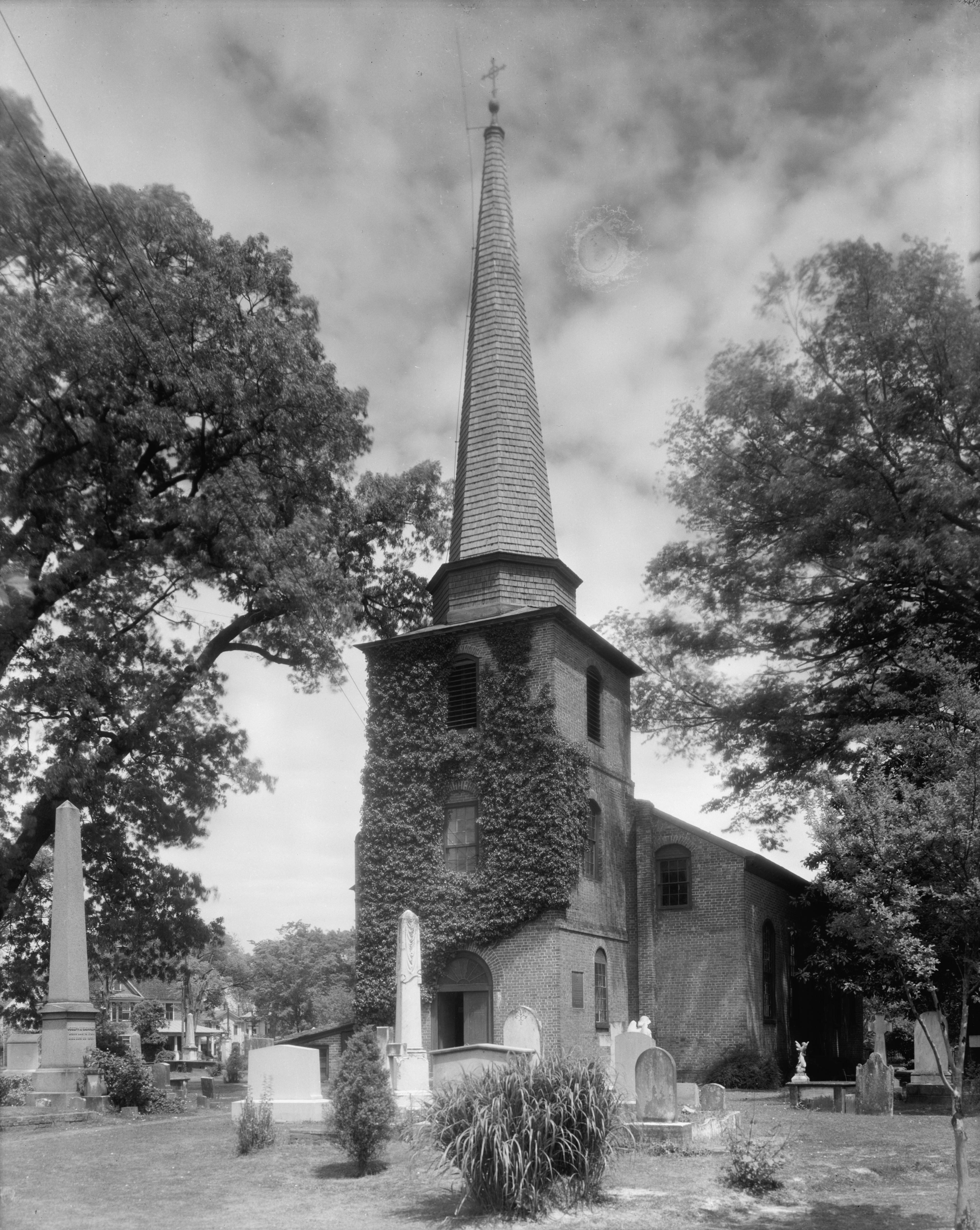
セントポールズ・エピスコパル教会

### 主要高規格道路
- アメリカ国道17号線
- ノースカロライナ州道32号線
- ノースカロライナ州道37号線
- ノースカロライナ州道94号線

### 隣接する郡
- ゲイツ郡 - 北
- パーキマンス郡 - 東
- ワシントン郡 - 南
- バーティ郡 - 西
- ハートフォード郡 - 北西

## 人口動態
以下は2010年の国勢調査による人口統計データである。
| 基礎データ - 人口: 14,526人 - 世帯数: 5,580 世帯 - 家族数: 4,006 家族 - 人口密度: 32人/km2（84人/mi2） - 住居数: 6,443軒 - 住居密度: 14軒/km2（37軒/mi2） 人種別人口構成 - 白人: 62.0% - アフリカン・アメリカン: 34.3% - ネイティブ・アメリカン: 0.3% - アジア人: 0.4% - 太平洋諸島系: 0.0% - その他の人種: 1.8% - 混血: 1.2% - ヒスパニック・ラテン系: 3.2% | 年齢別人口構成 - 18歳未満: 23.9% - 18-24歳: 9.6% - 25-44歳: 24.1% - 45-64歳: 24.4% - 65歳以上: 17.9% - 年齢の中央値: 40歳 - 性比（女性100人あたり男性の人口） - 総人口: 88.1 - 18歳以上: 84.6 世帯と家族（対世帯数） - 18歳未満の子供がいる: 30.3% - 結婚・同居している夫婦: 53.0% - 未婚・離婚・死別女性が世帯主: 15.7% - 非家族世帯: 28.2% - 単身世帯: 25.3% - 65歳以上の老人1人暮らし: 12.1% - 平均構成人数 - 世帯: 2.48人 - 家族: 2.94人 | 収入と家計 - 収入の中央値 - 世帯: 30,928米ドル - 家族: 36,986米ドル - 性別 - 男性: 29,719米ドル - 女性: 19,826米ドル - 人口1人あたり収入: 15,027米ドル - 貧困線以下 - 対人口: 17.6% - 対家族数: 13.7% - 18歳未満: 25.5% - 65歳以上: 16.7% |

## 都市と町

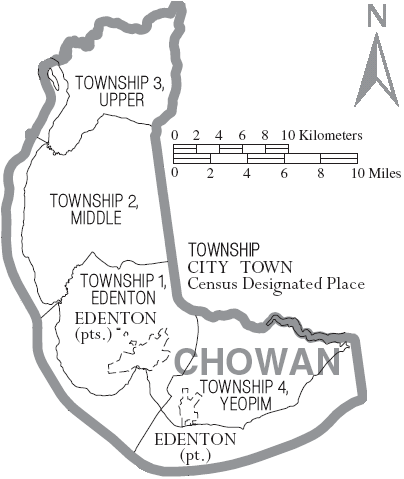
チョウォーン郡の自治体と郡区

- イーデントン - 郡庁所在地
- タイナー
- セルウィン